# 帕卢迪
帕卢迪（義大利語：Paludi），是意大利科森扎省的一个市镇。总面积41平方公里，人口1203人，人口密度29.3人/平方公里（2009年）。ISTAT代码为078089。